# Gut Rastorf

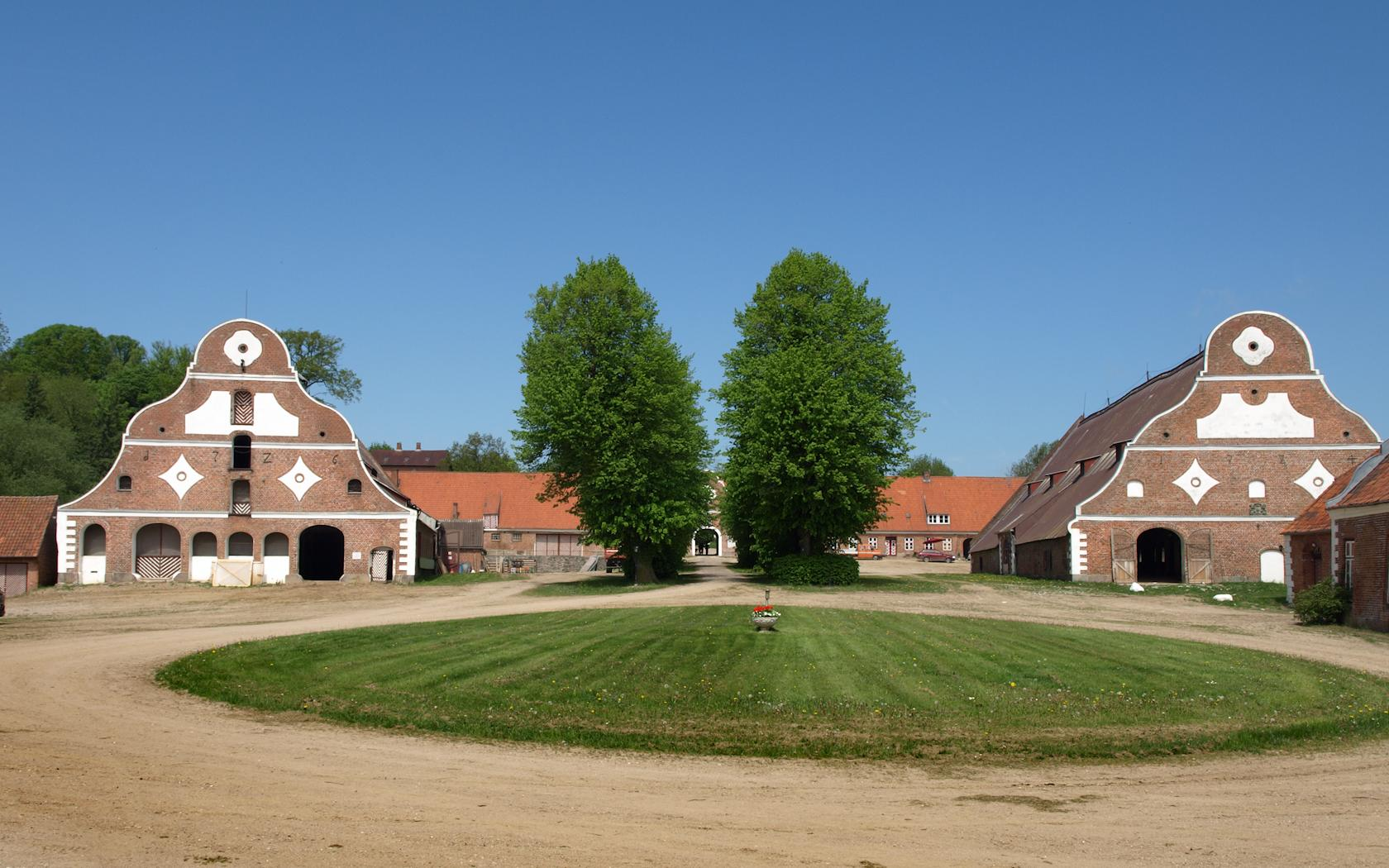
Die Gutsanlage vom Ehrenhof aus gesehen

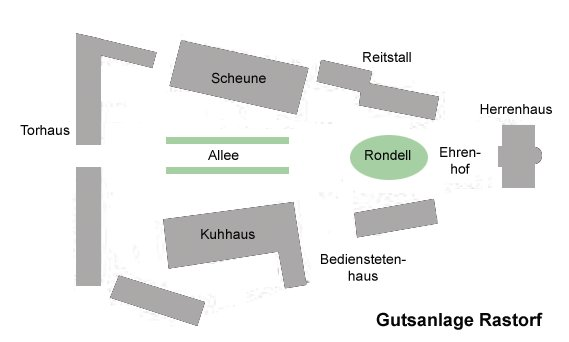
Lageplan

Das Gut Rastorf liegt in der Gemeinde Rastorf im Kreis Plön in Schleswig-Holstein. Es geht auf einen Rittersitz mit einer Wasserburg zurück. Das Anwesen ist seit dem 14. Jahrhundert im Besitz der Familie Rantzau.

## Geschichte

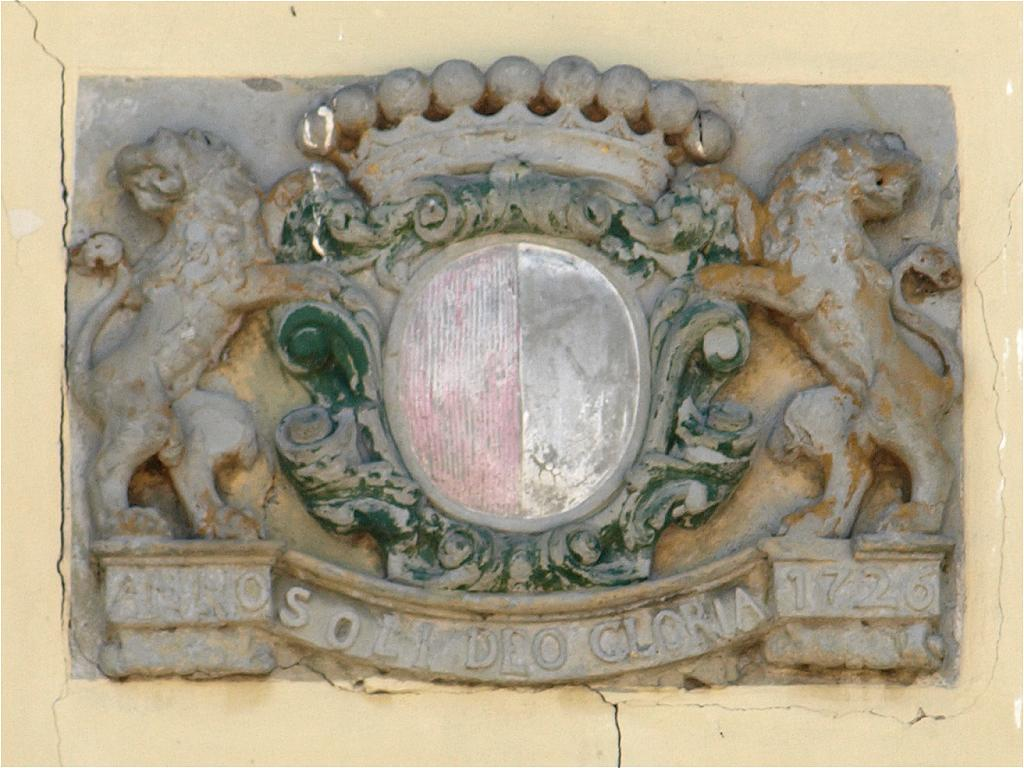
Stammwappen des Geschlechtes Rantzau am Herrenhaus mit Grafenkrone und Schild in Rot und Silber

Im 16. Jahrhundert entstand ein Gutsbetrieb mit einem Herrenhaus. Die Gutsgebäude fielen aber 1720 einem Brand zum Opfer.
Der Neubau einer geschlossenen Hofanlage erfolgte zwischen 1723 und 1729 nach Plänen des Baumeisters Rudolph Matthias Dallin im spätbarocken Baustil. Bauherr war der damalige Gutseigentümer Christian zu Rantzau. Das Herrenhaus ließ man schon 1802 wieder abreißen und ersetzte es durch einen frühklassizistischen Bau. Planung und Anleitung lagen beim dänischen Architekten Christian Frederik Hansen, der das neue Herrenhaus 1803 bis 1806 errichtete. Bis zur Übernahme durch Preußen 1867 war das Gut auch Patrimonialgericht.
Im Zweiten Weltkrieg wurden die Hofanlage und das Herrenhaus durch Bombenangriffe beschädigt, zwischen 1966 und 1968 hat man alle Gebäude restauriert. Das gesamte Ensemble steht unter Denkmalschutz.

## Hofanlage
Durch das Torhaus gelangt man in die axialsymmetrische Hofanlage. Die Hofallee führt zwischen zwei großen Wirtschaftsgebäuden (Kuhhaus und Scheune) auf den Ehrenhof mit dem Rasenrondell zu. Am Ende dieser Mittelachse steht das Herrenhaus. Seitlich am Ehrenhof befinden sich Reitstall, Kavaliershaus und Bedienstetenhaus.

## Herrenhaus
Das Herrenhaus ist ein quaderförmiges Bauwerk im frühklassizistischen Baustil, von Christian Frederik Hansen entworfen. Es hat zwei Hauptgeschosse und ein Mezzaningeschoss und wird von einem flachen Walmdach abgeschlossen.
Von der Hofseite kann man einen flachen Eckrisalit auf der rechten Seite ausmachen, der auf der linken Seite fehlt. Die äußeren Fenster im Obergeschoss sind mit Segmentbogengiebeln versehen, die inneren zeigen einfache balkenförmige Überdachungen. Über dem mittleren Fenster ist ein Familienwappen aus Sandstein von 1724 angebracht.
Den Eingang bildet ein Portikus mit vier ionischen Säulen, die einen flachen Giebel tragen. Er steht auf einem Natursteinsockel mit kleiner Freitreppe. Die zweiflügelige Tür zwischen den mittleren Säulen hat ein halbkreisförmiges Oberlicht. Im Innern schließt das Vestibül an mit Marmorfußboden und zwei Säulen.
Auf der Gartenseite springt die Mitte des Gebäudes halbrund vor. Im Erdgeschoss liegt dahinter der ovale Gartensaal. Im Obergeschoss der Gartenseite sind die Fenster mit ionischen Pilastern verziert.

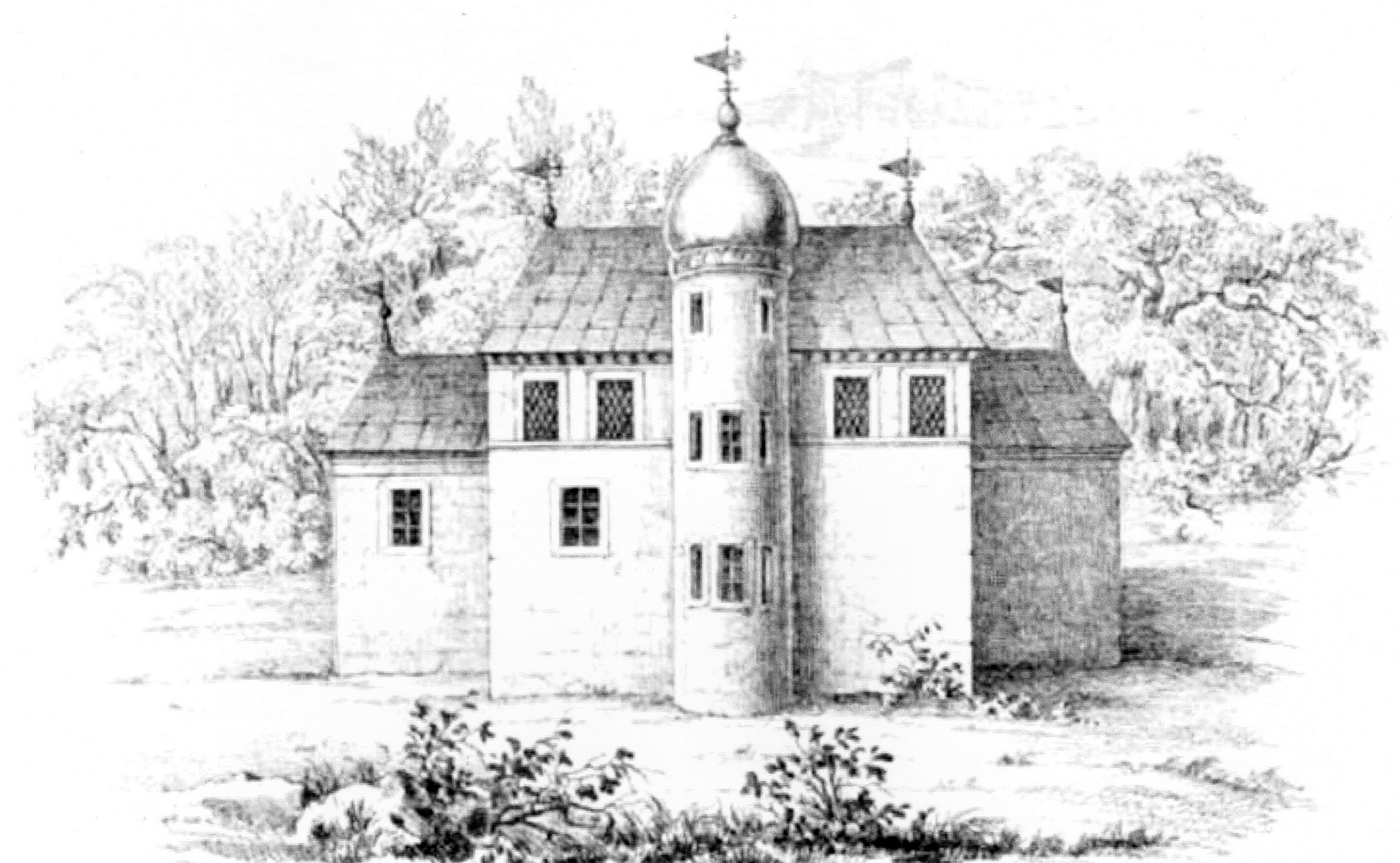
Vorgängerbau (vor 1590), Zeichnung von J. Köhler ca. 1861
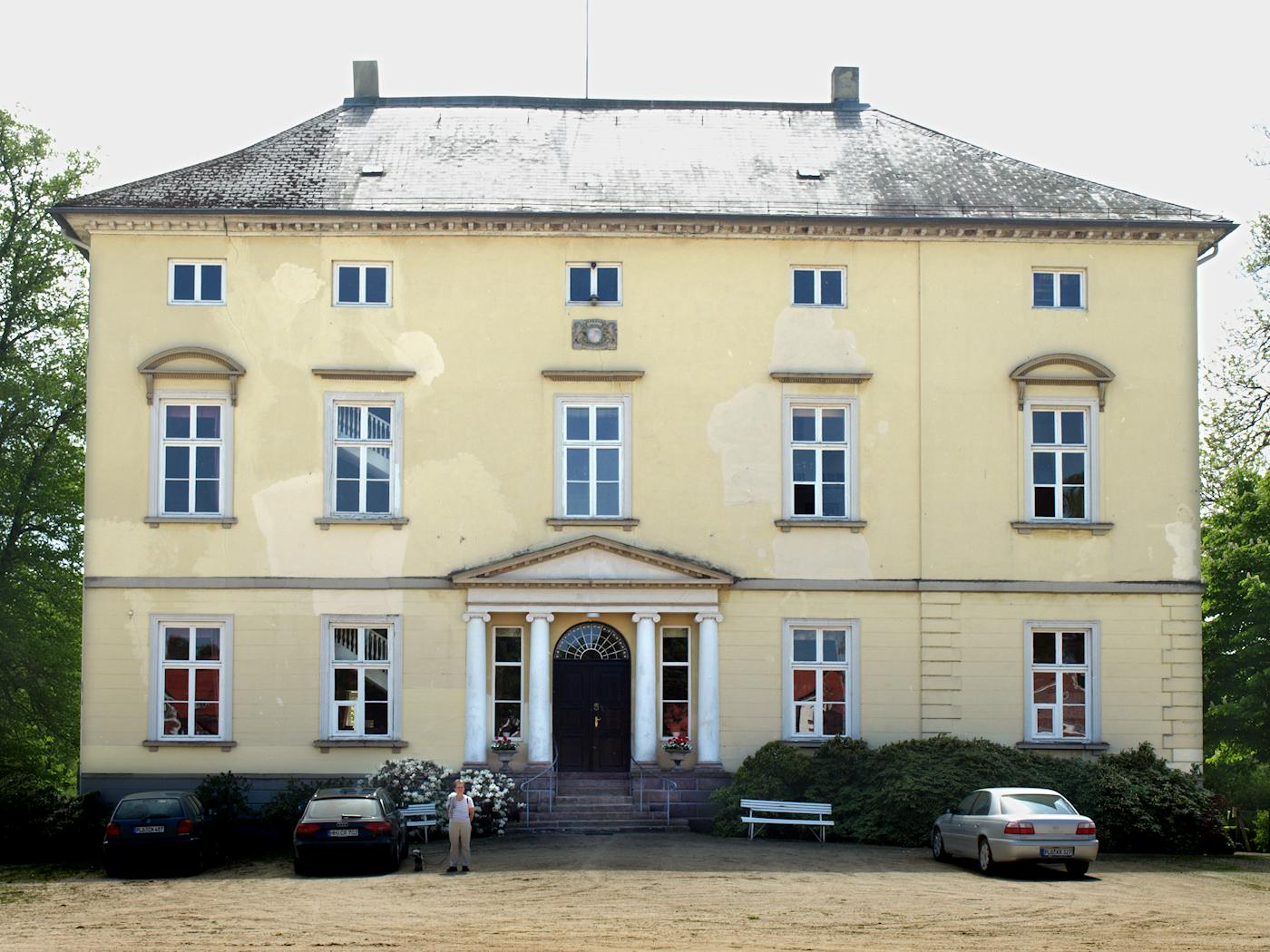
Hofseite 2011
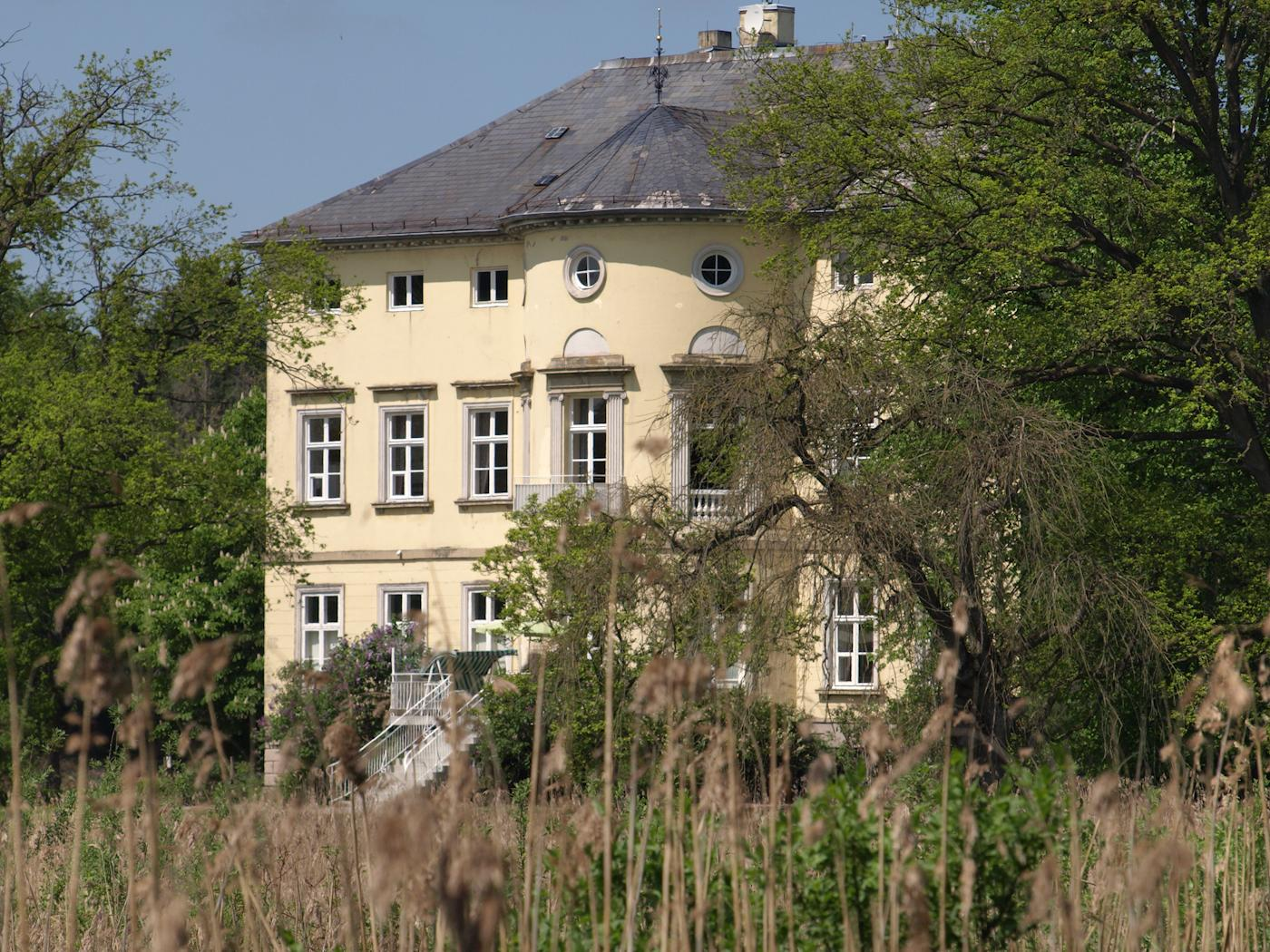
Gartenseite 2011
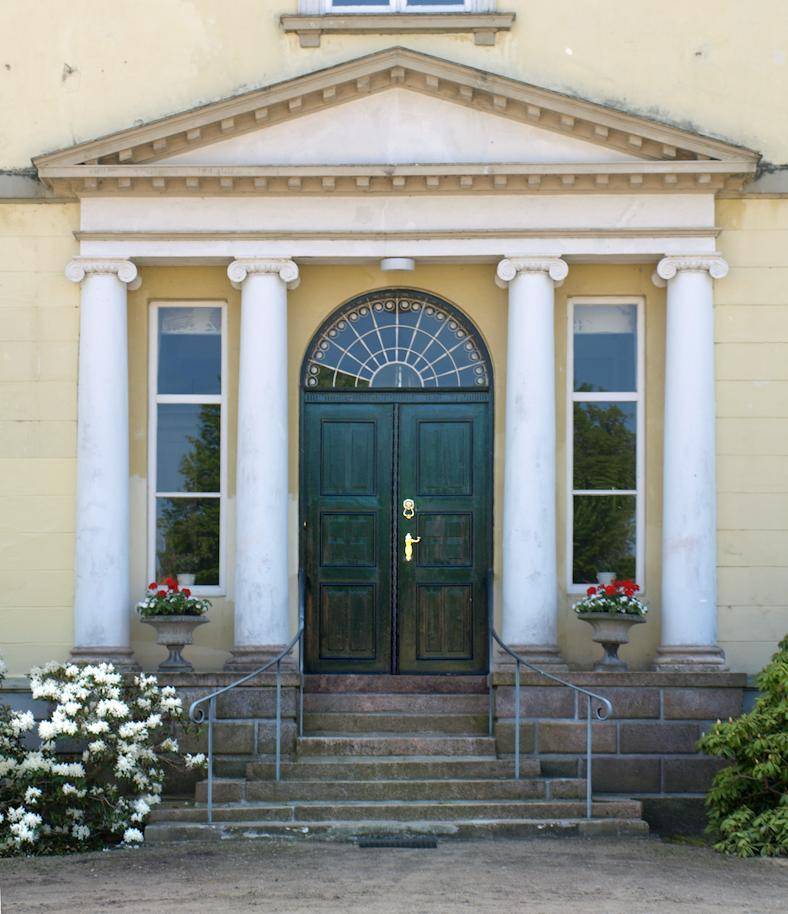
Portikus

## Kavaliershaus,  Reitstall, Bedienstetenhaus
Die Gebäude seitlich des Ehrenhofs wurden 1723–1724 von Rudolph Matthias Dallin (s. o.) errichtet. Es sind eingeschossige Bauten aus Backstein mit rustizierten Kanten, die einen zweigeschossigen Mittelrisalit aufweisen. An den Schmalseiten und am Risalit tragen sie Schweifgiebel.

## Scheune und Kuhhaus
Die Scheune entstand 1724, das gegenüber liegende Kuhhaus 1726. Die großen langgestreckten Backsteinbauten mit rustizierten Kanten sind durch Satteldächer gedeckt. Die zum Ehrenhof zeigenden Schweifgiebel sind mit Putzblenden geschmückt.

## Torhaus
Der 130 Meter lange, eingeschossige Backsteinbau aus dem Jahr 1729 zeigt wie die übrigen Bauten rustizierte Kanten. Der Torrisalit ist zweigeschossig mit blendengeschmücktem Schweifgiebel und korbbogenförmiger Einfahrt.

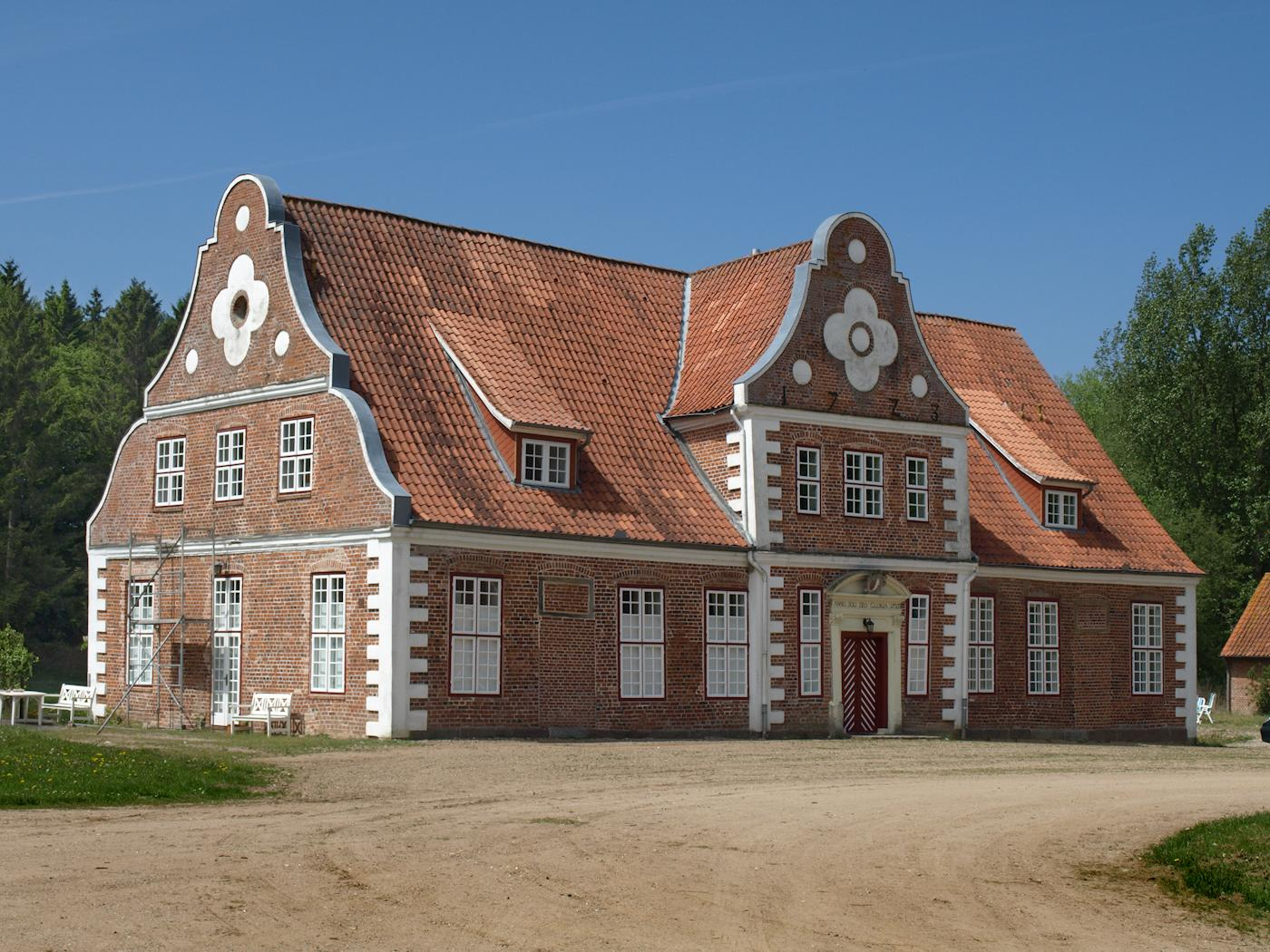
Bedienstetenhaus
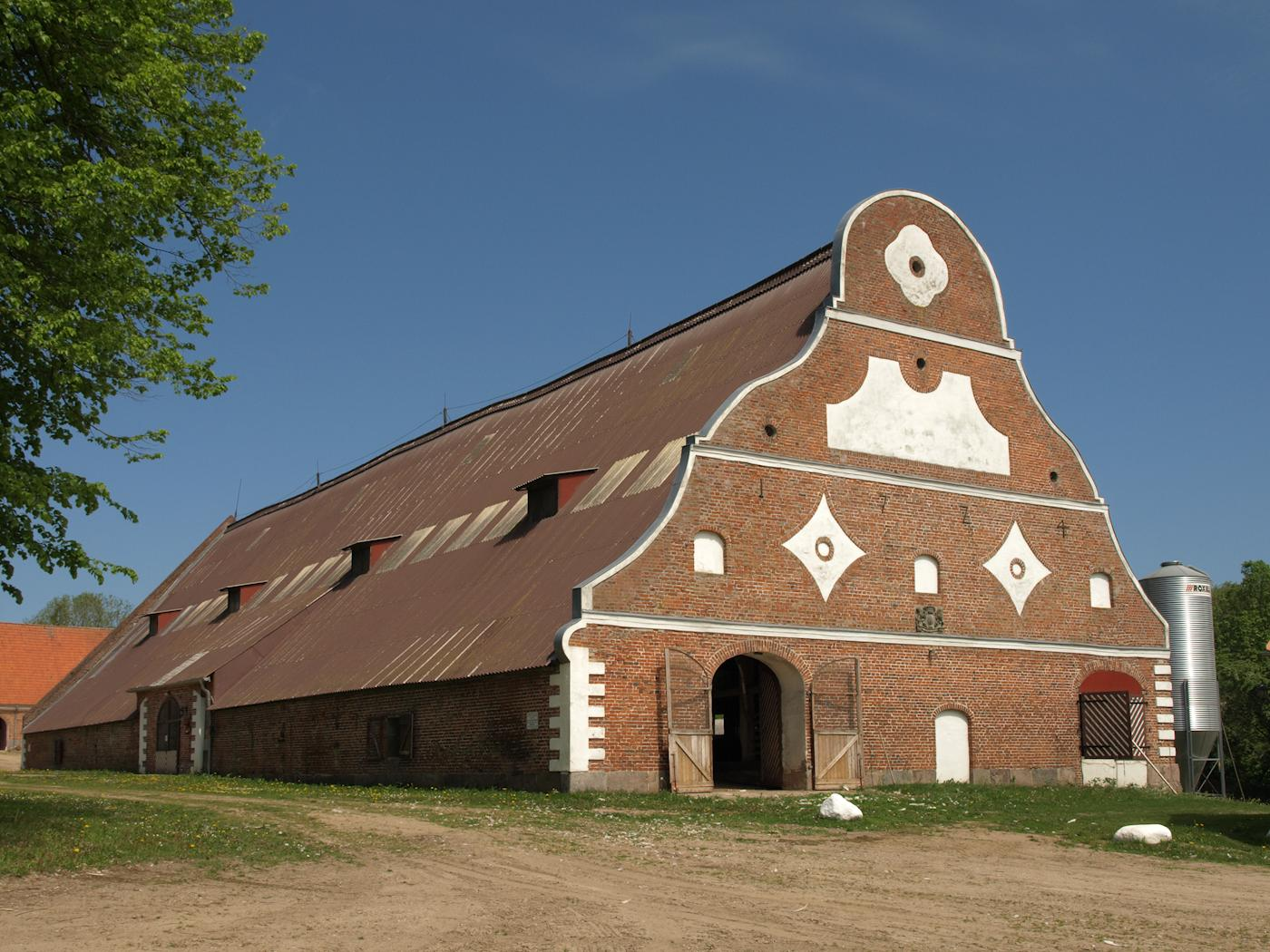
Scheune vom Ehrenhof aus
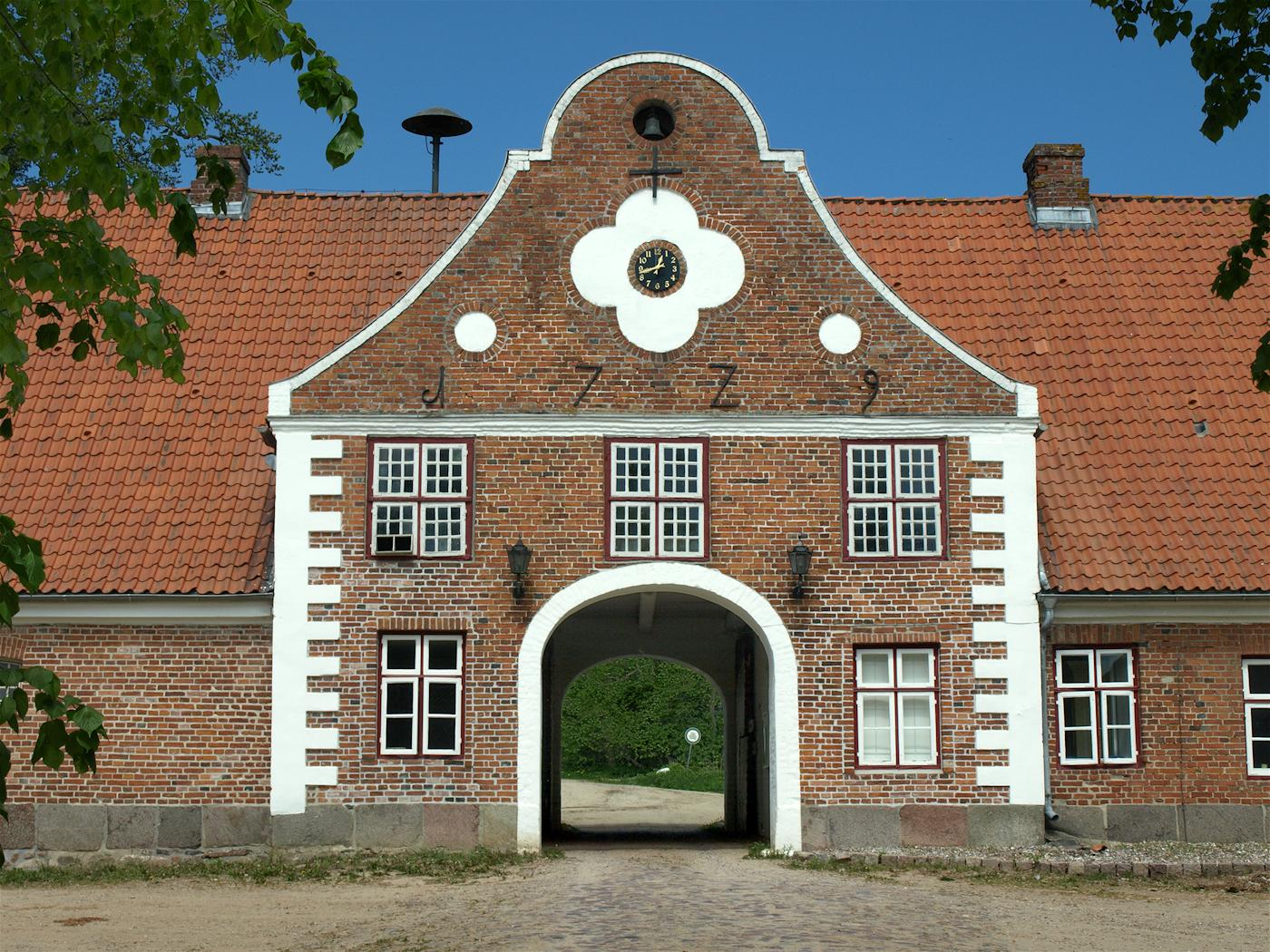
Mittelrisalit des Torhauses

## Gedenkstein
Wenige hundert Meter entfernt im Park steht ein Gedenkstein für Christian Emil Reichsgraf zu Rantzau († 1777). Das stelenförmige Denkmal wurde 1780 vom dänischen Bildhauer Johannes Wiedewelt gestaltet und besteht aus norwegischem Marmor.

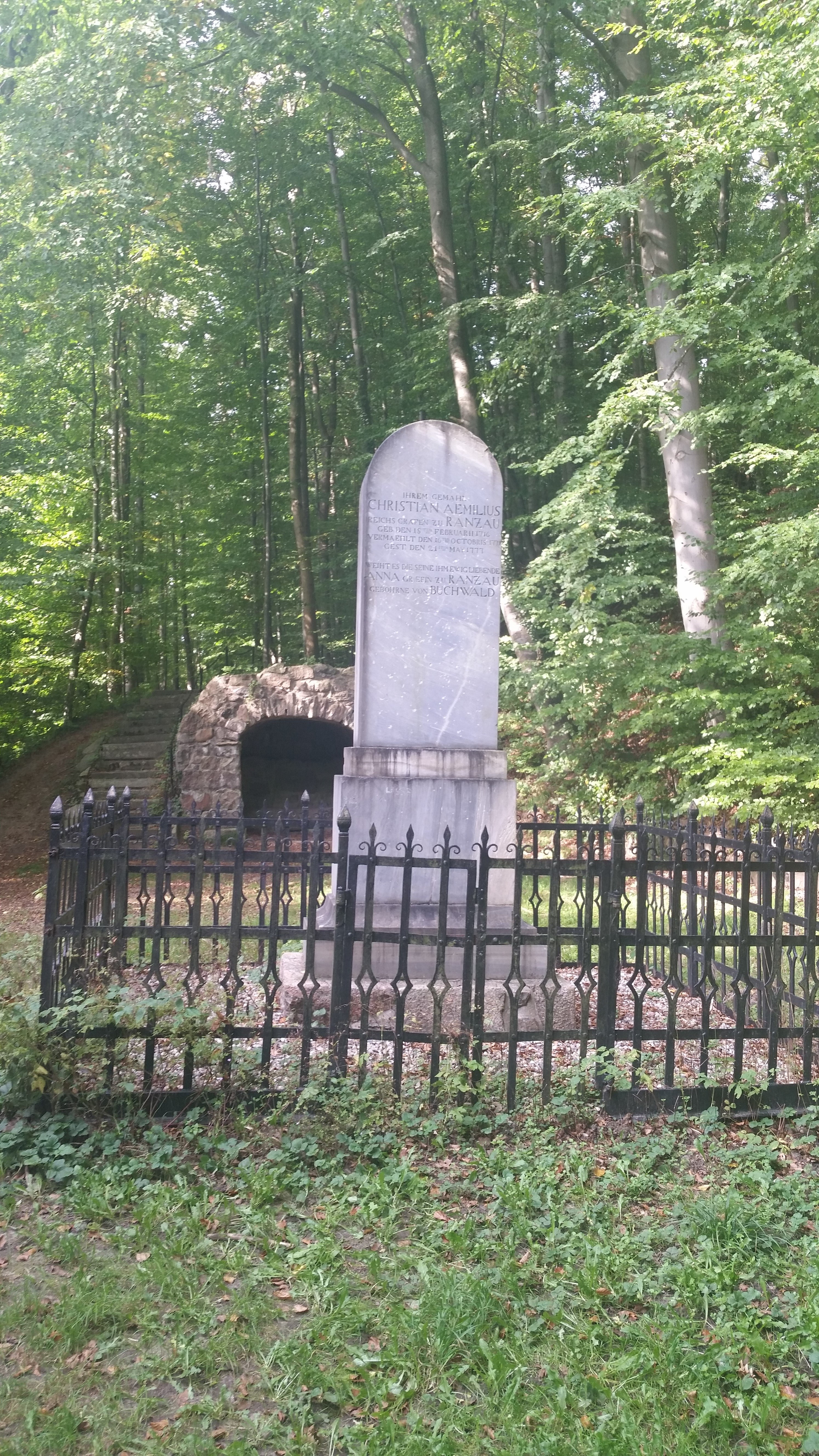